# Ga Sagajeong
Ga Sagajeong (Tiếng Hàn: 사가정역, Hanja: 四佳亭驛) là ga tàu điện ngầm trên Tàu điện ngầm Seoul tuyến 7 nằm ở Sagajeong-ro, Jungnang-gu, Seoul.

## Lịch sử
- 11 tháng 10 năm 1996: Bắt đầu khai thác Tuyến tàu điện ngầm Seoul số 7.
- 28 tháng 7 năm 2006: Mở thêm lối ra 3 và 4.
- 23 tháng 1 năm 2016: Việc xây dựng thang cuốn tại Lối ra 2 bị trì hoãn và Ga Jubak chuyển tuyến vào đêm khuya.
- 31 tháng 3 năm 2016: Thang  cuốn lối ra 2 bắt đầu hoạt động
- Năm 2020: Do tái phát triển Lối ra 2, thang cuốn ở Lối ra 2 bị bãi bỏ và sử dụng cầu thang bộ.

## Bố trí ga
| Myeonmok ↑  |
| \| N/B      |
| ↓ Yongmasan |

| Hướng Bắc | ● Tuyến 7 | ← Hướng đi Sangbong · Nowon · Dobongsan · Jangam                  |
| Hướng Nam | ● Tuyến 7 | → Hướng đi Gunja · Đại học Konkuk · Xe buýt tốc hành · Seongnam → |

## Xung quanh nhà ga
| Lối ra \| 나가는 곳 \| Exit \| 出口 | Lối ra \| 나가는 곳 \| Exit \| 出口 |
| ----------------------------------- | --- |
| 1                                   | Trung tâm cộng đồng Myeonmok 3·8-dong Bưu điện Myeonmok-dong Trung tâm an toàn công cộng Myeonmok 3·8 Trường tiểu học Myeondong Bệnh viện Xanh Pôn                                                                                  |
| 2                                   | Myeonmok 5-dong Jungnang-gu Hội trường Cựu chiến binh Sagajeong Central I-Park |
| 3                                   | Chợ Myeonmok Trung tâm an ninh Myeonmok 7 Khu phức hợp căn hộ 2·3 Myeonmok Doosan |
| 4                                   | Trường tiểu học Myeonnam Samho APT, Myeonmok Hyundai APT Myeonmok Geumho Eoullim Myeonmok Seongwon Santeville Tổng công ty bảo hiểm y tế quốc gia Chi nhánh Jungnang Nhà thi đấu văn hóa Jungnang Công viên gia đình Hanyang Sujain |